# Bluff (Utah)
Bluff is een dorp en sinds 2018 ook gemeente in de Amerikaanse staat Utah. Bestuurlijk gezien valt Bluff onder San Juan County.

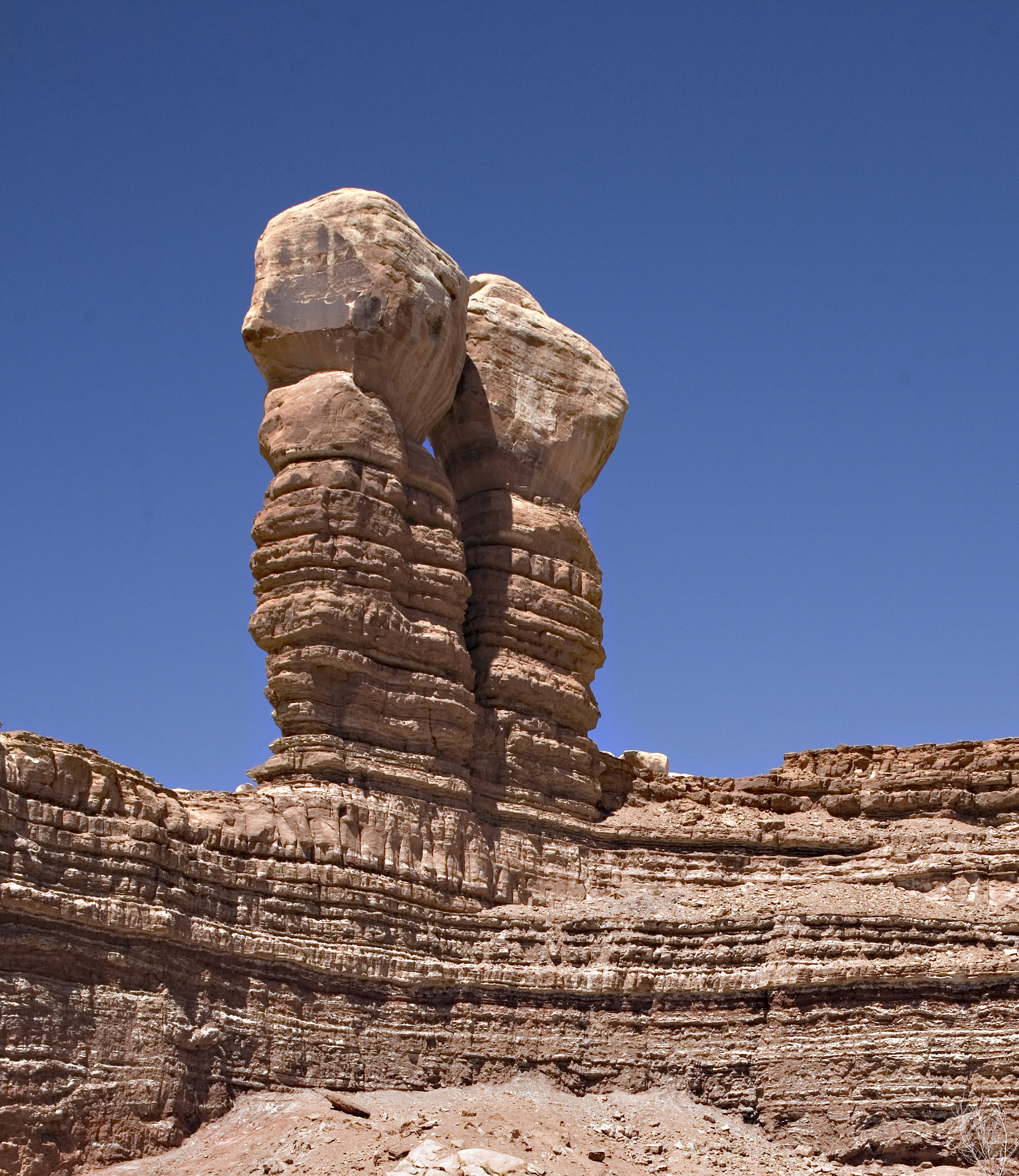
Navajo Twin Rocks in Bluff, Utah

## Geschiedenis
In 1880 zette een groep van ongeveer 230 mormonen in opdracht van de toenmalig leider van de mormoonse kerk John Taylor een expeditie op met als doel het oprichten van een landbouwgemeenschap in het zuidoosten van de staat Utah. Zodoende wou men voorkomen dat deze regio zou worden gekoloniseerd door "ongewenste" mensen. Na een trektocht van 320 km kwamen de kolonisten in april 1880 aan op de locatie van het huidige Bluff. De naam Bluff verwijst naar de nabijgelegen kliffen. Oorspronkelijk bestond het dorp voornamelijk uit houten blokhutten. Na verloop van tijd werden deze vervangen door meer elegante houten woningen en bakstenen huizen in eclectische Victoriaanse stijl. Vanwege het onvoorspelbare debiet van de San Juan bleek de landbouw minder succesvol dan verwacht, en besloot een groot deel van de kolonisten verder te trekken tot in het huidige Blanding 40 kilometer noordelijker. In de jaren 50 kende het dorp een nieuwe bloeiperiode door de uraniumexploratie in de omgeving. Na het aflopen van de uraniumrush daalde het bevolkingsaantal echter opnieuw.

## Demografie
Bij de volkstelling in 2000 werd het aantal inwoners vastgesteld op 320. Het dorp telde 191 huizen en de bevolkingsdichtheid bedroeg 5.6/km2. De raciale samenstelling bestond uit 62,50% blanken, 35,00% inheemse Amerikanen, 0,94% andere rassen en 1,56% met gemengde raciale afkomst.

## Geografie
Bluff is gelegen op het Coloradoplateau in het schaars bevolkte zuidoosten van de staat Utah. Het dorp bevindt zich op de noordelijke oever van de San Juan rivier bij de kruising van de U.S. Route 191 en de State Route 162. De U.S. Route 163 loopt eveneens over het grondgebied van de gemeente.
Volgens het United States Census Bureau beslaat de plaats een oppervlakte van
58,6 km², waarvan 57,2 km² land en 1,4 km² water.

## Bekende inwoners
- Charles Lang (1902–1998), cameraman.

## Plaatsen in de nabije omgeving
De onderstaande figuur toont nabijgelegen plaatsen in een straal van 36 km rond Bluff.